# سكوت بلامر
سكوت بلامر (1 أغسطس 1966 في أستراليا - ) (بالإنجليزية: Scott Plummer)‏ هو لاعب كريكت أسترالي. لعب مع فريق تسمانيا للكريكت.

## وصلات خارجية
- سكوت بلامر على موقع إي آس بي آن كريك إنفو (الإنجليزية)